# Cizer, Sălaj
Cizer (în maghiară Csízér, popular: Țizer) este satul de reședință al comunei cu același nume din județul Sălaj, Transilvania, România. Cizerul este una dintre cele mai vechi așezări sălăjene, atestată documentar din anul 1219. În hotarele localității este cuprinsă din anul 1968 și așezarea Boianu Crasnei.

## Așezare
Satul Cizer  este situat la limita sud-vestică a județul Sălaj, ocupă zona marginală de contact a Depresiunii Crasna cu horstul lamelar al Meseșului și Plopișului, in bazinele hidrografice ale Crasnei si Crișului Repede. Localitatea Cizer, în structura sa actuală, cuprinde și satul Boianu Crasnei. Împreună, cele două așezări se învecinează cu satele Plesca la nord, Bănișor și Mal spre vest, Calea Lată în sud și Pria spre răsărit. Cizerul este situat la o distanță de 35 km față de municipiul Zalău
Populația totală a așezării la recensământul din 1992 număra 1947 locuitori, din care 1816 erau români, 126 rromi, și 5 de alte naționalități. Numărul locuitorilor este într-o accentuată scădere, astfel că s-a ajuns la înjumătățirea populației față de cea existentă la recensământul din anul 1966.
Economia așezării este una predominant agricolă, bazată pe cultura plantelor și creșterea animalelor.
Fondul turistic natural este reprezentat de peisajele montane ale Meseșului, de pitorescul văilor Cizer, Valea Boului și a afluenților lor, de armonia vegetației și a reliefulului și nu în ultimul rând de prezența unei faune de exceptie. Fondul construit mai păstrează elemente vechi, în care se distinge o casă de lemn din secolul 18, monument de arhitectură. Folclorul și obiceiurile strămoșești ale românilor de pe aceste meleaguri fac din Cizer un areal de convergență turistică de necontestat.

## Istorie

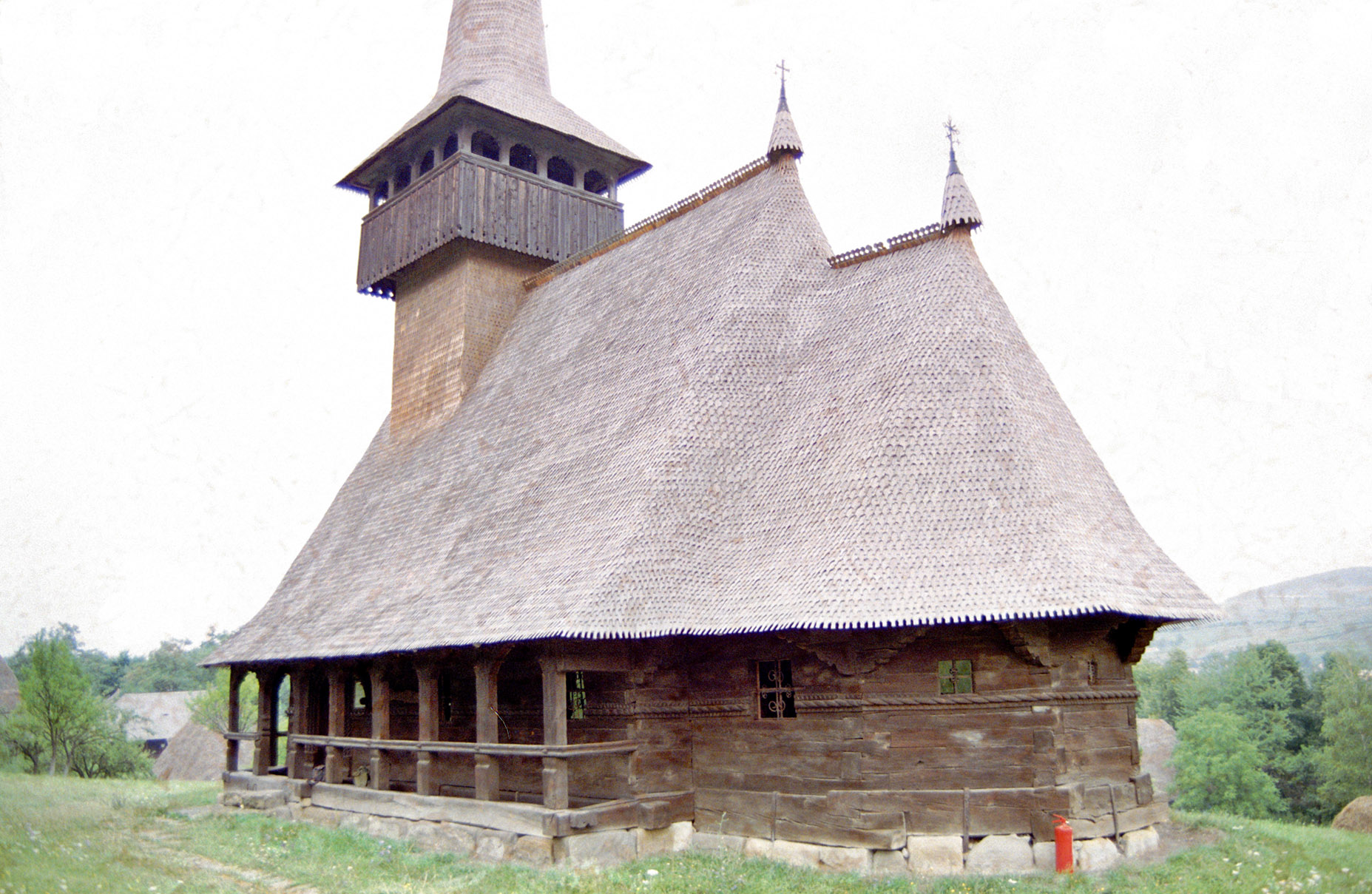
Satul Cizer este cunoscut dincolo de hotarele sale datorită bisericii de lemn, ridicată în 1773 prin participarea meșterului de biserici Horea, conducătorul răscoalei țărănești de la 1784.

Trecutul îndepărtat al satului Cizer este documentat de câțiva istorici sălăjeni și localnici. Petri Mór a făcut în Monografia județului Sălaj din 1901 o primă trecere în revistă a datelor istorice cunoscute despre sat. Dionisie Stoica și Ioan P. Lazăr au publicat o nouă Schița monografică a Sălagiului în 1908, din perspectivă românească, în care apar câteva date și imagini despre Cizer. După război se remarcă istoricul Paul Abrudan, care a scris în 1963 o primă și consistentă monografie a comunei Cizer. În același an au apărut și două studii dedicate valoroasei biserici de lemn din Cizer. De atunci au mai apărut date noi, disparate dar semnificative, în cuprinsul unor lucrări de anvergură. Reținem îndeosebi lucrarea lui Ioan Augustin Goia, care delimitează și tratează monografic Zona etnografică Meseș, în care Cizerul este cuprins. De istoria mai recentă a acestor meleaguri s-a apropiat Nicolae Breje și Petru Galiș, fii ai satului, în contextul unor lucrări monografice locale.

### Urme străvechi
O descoperire arheologică din secolul 19 a relevat existența unui turn rotund de pază din perioada romană în Vârful Gropoiului, între Cizer și Boian. Turnul, cu diametrul de 10 m, era construit din piatră cu mortar. În jurul turnului s-au găsit țigle și fragmente ceramice.

### Evul mediu
Cizer intră în documente, ca mai toate satele vechi din Transilvania, odată cu trecerea de la o stăpânire funciară bazată pe tradiția orală la una scrisă, care coincide cu intrarea de facto în administrația Regatului Ungar. În evul mediu, satele de la poalele Rezului și Meseșului au fost cuprinse în domeniul cetății Valcău, iar stăpânul cetății a fost și proprietarul întregului ținut. Dintre familiile stăpânitoare ale cetății și ale domeniului aparținător se distinge de timpuriu o ramură a familiei Bánffi, cu rezidența în localitatea Nușfalău. În contrast cu aceste linii generale din istoria regională, în Cizer apare devreme un conflict local de interese între stăpânul cetății, de o parte, și o familie nobilă cu origini în localitatea Cehăluț, de cealaltă parte. Această familie și-a disputat și a obținut cu intermitențe posesia asupra Cizerului vreme de mai mult de două secole, timp în care o ramură a sa și-a luat numele de „Csizér” sau „Chyzeri”, după cel al satului.
Primul document care atestă Cizerul este datat 1219 și notează un număr de iobagi și locuitori din jurul cetății Crasna care își apărau proprietatea lor asupra pământului „terra Cesar” în urma cotropirii lui de către nobilul Altus Leonardus fiul lui Ponec. Acest conflict pare să fi generat disputele de proprietate cu Cetatea Valcău din secolul următor. În 1341 dreptul de proprietate asupra „satulului românesc Cizer” părea să fie de o bună vreme exercitat de magistrul Donch, stăpânul cetății Valcău, însă acest drept a fost contestat de nobilul János fiul lui Péter din Cehăluț. Se pare că nobila familie a obținut câștigul de cauză, deoarece în 1395 satul se afla în posesia ei. În acel an, Chyseri Balogh András, nobil cu origini din Cehăluț, a dat zestre un sfert de sat fiicei sale Elena . Satul a fost întărit în proprietatea familiei Chyseri printr-o nouă donație regală în anul 1429. Nu știm prin ce mijloace Cizerul a intrat, curând după aceea, în posesia nobilei familii Bánffi, stăpâna cetății Valcău. În 1449 Cizerul a aparținut lui Ștefan Bánffi iar in 1491 a fost împărțit între urmașii răposatului Losonczi Bánffi András. Satul a rămas mai mult sau mai puțin în posesia familiei Banffy până la mijlocul secolului 19. Din evul mediu până în 1867 satul Cizer a aparținut administrativ de Comitatul Crasna.
În comitatul Crasna, ca și în întreaga Transilvanie, administrația Regatului Ungar s-a suprapus unei structuri sociale românești mai vechi. Urmele acesteia în Cizer se pot distinge în menționarea voievodului Petru din Cizer la 1449 și a voievodului Grigore Baboș care conducea în 1594 peste crainicii satelor Cizer, Boian, Ponița, Hurez, Stârci, Ratin și Wayfalua (Pria). Tot din acceași familie este consemnat voievodul de Sub Meseș, Tivadar Baboș, locuitor într-o sesie iobăgească în Cizer, în anul 1658. În voivodat erau cuprinse satele Cizer, Boian, Ponița, Hurez și Stârci. Funcția de voievod de Sub Meseș pare să fi rămas în familie, cu reședința în Cizer, timp de două secole. Formele de organizare românești arată că în toată perioada principatului transilvan, românii din zonă și-au păstrat obiceiul pământului, dreptul românesc, în cadrul propriilor comunități.

### Secolele 17-18-19

Cizer și Boianu Crasnei în harta iosefină, 1769-1773. Vetrele celor două sate sunt alăturate. Boianu Crasnei se întinde de-alungul Văii Boului. Cizer era așezat pe „Valea Satului”, astăzi Valea Cizerului, precum și pe afluentul său „Valea Șușiței”, astăzi Valea Rupturii. În susul văii, unde apa își schimbă astăzi numele în Valea Așului, se văd două mori. Biserica veche de lemn, acoperită cu paie, era pe deal, în partea de jos a satului, înlocuită în anul 1773, pe acelaș loc, de o nouă biserică de lemn. Pe hartă se disting „ulița lui Cojoc” ce se pierde în „drumul vechi”, „ulița Dumii”, „ulița Vesii”, probabil cea „a Mărceștilor”, și „ulița Niulului”.

Hotarul satului Cizer în 1868-1869, în a doua hartă militară. Drumul țării apare pe traseul vechi, peste culmile de deal. La marginea lui, în sat, este un han și mai departe spre Ciucea se vede un fogădău (birt). De notat câteva toponime de ape și locuri. Față de prima ridicare topografică, vatra satului este extinsă pe Valea Cizerului („Valea Secăturei” pe hartă) în sus și în jos precum și la drumul țării. Pe vale sunt marcate nu mai puțin de 10 mori de apă.

#### Locuitorii
Începând cu secolul 17 avem primele date despre locuitorii satului. Astfel în 1658 a fost consemnate 22 de sesii iobăgești, aparținătoare de Cetatea Șimleului, în partea posedată de principele Transilvaniei Gheorghe Rákóczi al II-lea. Printre cei 22 capi de familie, din așa zisa talpa satului, apar nume cunoscute și azi: Dan, Popa, Bota, Cionca, Barboș, Baboș, Sârban, Boghiș, Ciolaș. Urbariul cetății Șimleu încheiat în 20 decembrie 1703 consemnează nominal nouă capi de familie în sesii iobăgești și mai multe sesii pustii, din partea stăpânită de familia Banffy și din proprietatea lui Volfgang Kálnoky din Crasna.  Într-o conscripție din 1715 au fost inventariate un număr de sesii vacante, rămase pustii ca urmare a marii epidemii de ciumă din 1711, ce a bântuit tot Ardealul și o mare parte din Europa. În 1720 existau 18 sesii din care 10 de iobagi și 8 de jeleri. Acestea erau ocupate de 12 familii românești și 6 maghiare. În acestea trăiau 162 de locuitori din care 108 erau români și 54 maghiari. Numărul de familii/sesii raportat la locuitori este de aproximativ 1:9, ceea ce sugerează că majoritatea familiilor erau compuse din mai multe generații. În 1733 existau 13 familii de români iar în 1750 erau 308 credincioși greco-catolici. O conscripție din 1831 semnalează o populație de 701 locuitori. Numărul locuitorilor a crescut în 1847 la 823 din care 821 erau de confesiune greco-catolici iar doi erau romano-catolici.
Un moment important din istoria satului a fost desființarea iobăgiei și împroprietărirea țăranilor din 1850. O conscripție de la 1808 surprindea nu mai puțin de 66 de sesii iobăgești vechi și 39 de sesii noi în sat. După reformă toate acestea au revenit în proprietatea familiilor din sat. În urma acestor schimbări starea socială și materială a foștilor iobagi s-a îmbunătățit, conducând la consolidarea gospodăriilor și formarea unei pături de săteni mai înstăriți.
În 1890 trăiau în 159 de gospodării 1209 locuitori din care 1159 români, 11 maghiari și 39 de alte naționalități.

#### Așezarea
În secolul 18 majoritatea sesiilor iobăgești erau înșirate de-alungul văii Cizerului, cu câteva excepții pe Valea Așului și pe Valea Rupturii. Harta iosefină, din jurul anului 1770, surprinde atât vatra veche de pe vale cât și o extensie spre Boianu Crasnei, limitată spre răsărit de „ulița lu Cojoc”. Din aceasta coborau în vale „ulița Dumii”, „a Vesii”, și probabil cea „a Mărceștilor”. Migrarea spre răsărit a așezării s-a accentuat odată cu trasarea „drumului vechi al țării” de-a lungul hotarului de răsărit al satului. În 1790 acest drum de hotar era încă unul secundar, circulat mai mult de localnici spre târgul de la Hodin și spre satele din valea Crișului Repede. Într-o hartă a Transilvaniei de la 1832 „drumul țării” apare deja marcat. Traseul lui apare în harta militară de la 1868-1869, marcat de căteva hanuri și birturi. Importanța acestei noi artere de comunicație era dată de legătura mai rapidă dintre orășelele Șimleul Silvaniei, Crasna și Huedin și de dirijarea poștei dintre comitate pe acest traseu, Cizerul devenind ultima stație de poștă din Comitatul Crasna spre sud, îndeosebi spre Huedin și Cluj. După 1870 „drumul țării” crește în importanță datorită deschiderii căii ferate dintre Oradea și Cluj, cu stație la Ciucea. Înainte de 1883 „drumul țării” a fost mutat de-a lungul Văii Boului, traseu care oferea suficiente resurse de apă pentru animalele de tracțiune. Hărțile de secol 19 surprind o extindere a satului și pe Valea Așului în sus, care în hărțile de la 1869 și 1883 apare sub numele de „Valea Secăturei”. Extinderile se întâlnesc și pe vale în jos și de-a lungul drumului țării.

#### Evenimente
În școala din Cizer s-a ținut la 15 septembrie 1885 adunarea generală a Reuniunii învățătorilor români din Sălaj.
În anul 1891, în Cizer a avut loc întâlnirea preoților din protopopiat, luându-se decizii legate de funcționarea grânarele parohiilor, prin care să fie asigurate venituri pentru școli și rezerve pentru săracii satelor. 
Un eveniment remarcabil pentru comunitatea locală a fost întâmpinarea elitei intelectualilor români transilvăneni, delegați la Adunarea generală a Asociațiunei pentru literatura și cultura poporului român, în data de 6 august 1908, în drumul lor de la stația de tren Ciucea cu trăsurile spre Șimleu. Au fost întâmpinați de preotul satului Aurel Orian și de țăranul Ioan Boca în numele comunității, și de vicarul Alimpiu Barbulovici în numele sălăjenilor. Li s-a oferit o masă de prânz celor aproximativ 40 oaspeți în curtea învățătorului Nichita Liscan.

## Personalități
Veronica Chita, căsătorită Liscan. A fost fiica preotului Ioan Chita din Leșu. S-a căsătorit cu Nechita Lișcan, absolvent al Școlii normale din Năsăud, repartizat învățător în Cizer, decedat în 14 august 1932. Veronica, o femeie extrem de inteligentă a scris romane și nuvele și a publicat o mulțime de poezii, astfel primind supra-numele poeta "Veronica din Sălaj".

## Monumente
Biserica de lemn din Cizer este una dintre cele mai cunoscute construcții de lemn din Transilvania, datorită meșterului ei, Vasile Nicula Ursu, zis Horea, conducătorul răscoalei țărănești de la 1784. Ea a dăinuit în cimitir până în 1968 când a fost transferată la muzeul din Cluj. La Cluj, în capitala de suflet a Transilvaniei, biserica servește drept un prețios ambasador al satului și al Sălajului.
În sat se găsesc două biserici de zid, în Cizer din 1946 și în Boian din 1938. Amândouă au înlocuit biserici mai vechi de lemn.

Casa muzeu, secolul 18, interior în acută nevoie de restaurare, 2007

Muzeul satului Cizer a fost înființat într-o casă de lemn cu paie, din secolul 18, amplasată în spatele școlii noi în 1987. Tradiția orală susține că în această casă s-a ținut slujbă în timpul ridicării biserici de lemn de la 1773. Casa are o valoare arhitecturală deosebită, datorită vechimii, amplorii construcției, motivelor decorative din portalul ușii interioare, din cadrele ferestrelor, și din stâlpii târnațului. Valoarea ei derivă și din faptul că este una din ultimele case cu paie rămase martor, fiind reprezentativă pentru toată regiunea de sub Meseș.
Școala veche, la Drumul Țării, a fost ridicată în 1872 și este declarată monument istoric. În fața școlii se păstrează un clopot cu inscripția "Scolei Rom[ânești] din Cizeru 1867" care a aparținut școlii confesionale greco-catolice când aceasta încă își avea sediul într-o construcție de lemn. În această școală s-a ținut la 15 septembrie 1885 adunarea generală a Reuniunii învățătorilor români din Sălaj. Din păcate, în anii din urmă, școala veche a fost demolată.
În Cizer se mai puteau vedea inainte de 1990 câteva colibe din bârne aduse în sat, din Susani. Tot în Susani există tumuli funerari, necercetați arheologic, în locul "la Holumburi".

## Vezi și

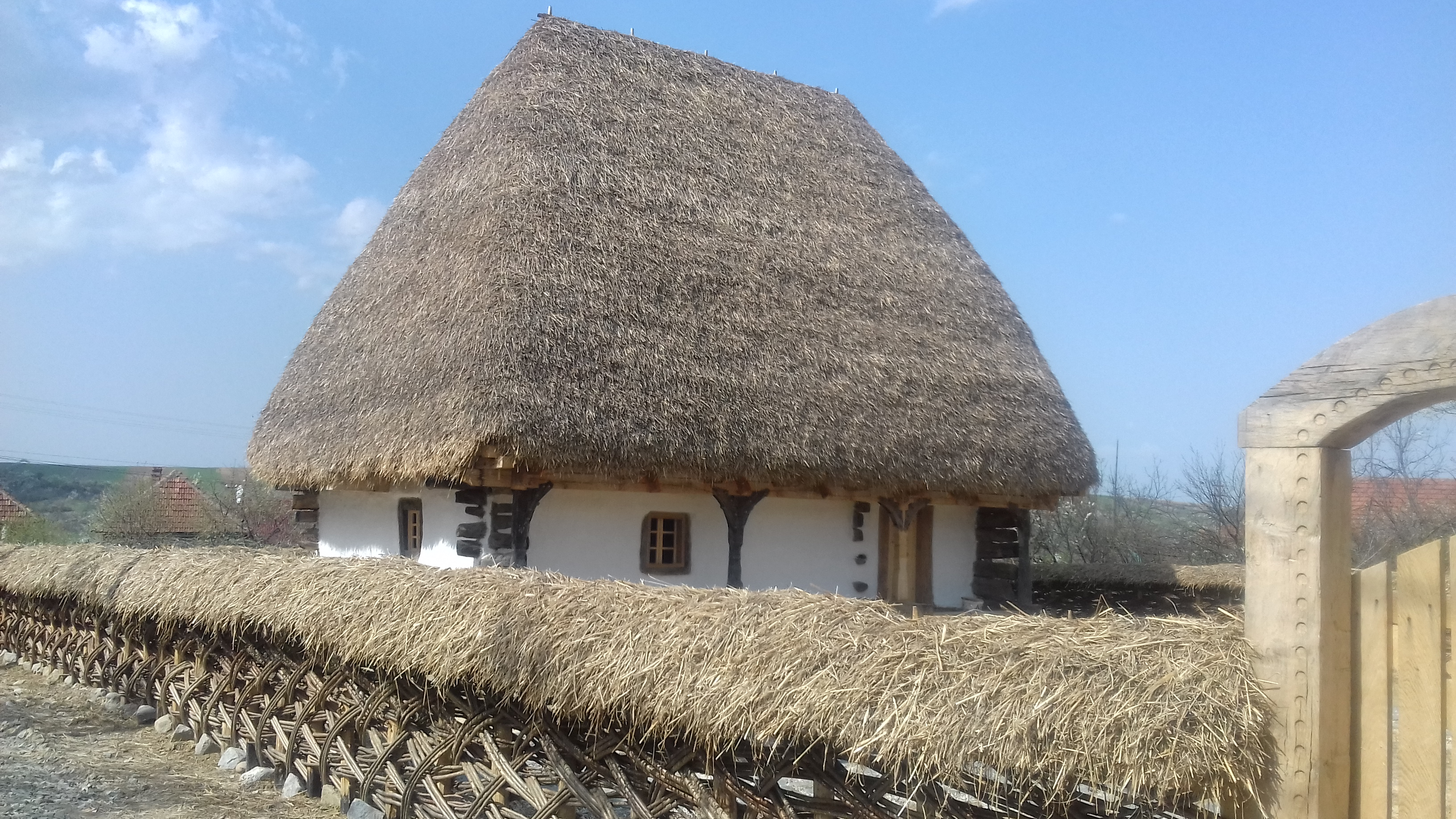
Muzeul din Cizer

## Port tradițional

Fată din Cizer, 1937: spăcel (cămașă) cu vrâstă peste mânecă, tieptar, stoli la gât, chischineu pe cap, poale, zadie neagră încrețită și decorată cu roate, cizme roșii.

Bărbat din Cizer, 1940: clop, buică, gaci (izmene) și cizme negre.

Femei din Cizer, 1930-40.

Portul popular din Cizer a fost studiat și documentat în anul 1941 de etnograful Gönyey Sándor. Etnografa Palotay Gertrud a făcut în 1947 o analiză a portului din zona Călatei cuprinzând și portul din Cizer.  Un al treilea etnograf, Nagy Jenő, s-a ocupat de analiza portului din Sălaj, amintind și de cel din Cizer, în 1959. Cei trei etnografi maghiari au identificat o puternică influență a meșterilor pielari din Huedin asupra portului popular din Cizer. În anii 1950 încă se păstra obiceiul de a cumpăra îmbrăcăminte din piele de la târgul din Hodin. Portul românesc din Cizer a suferit numeroase metamorfoze în secolul 20, fiind puternic concurat și apoi înlocuit treptat de hainele de la oraș, îndeosebi după al doilea război mondial.
Portul femeiesc din perioada interbelică, așa cum este surprins în imagini de Gönyey Sándor în 1941 precum și în imaginile păstrate în arhivele familiale din Cizer, cuprindea: spăcelul (cămașa), poalele albe și zadia neagră. La acestea se puteau adăuga un tieptar sau, pentru cei mai înstăriți, o buică. Femeile bătrâne își amintesc de fodrele (mânecile) largi ale cămeșilor vechi, la care se renunțase deja după primul război mondial.
Bărbații purtau cămașă și izmene albe. La sărbători aceștia aveau o zadie albă peste izmene, la care s-a renunțat înainte de al doilea război mondial. La fel ca și la femei, bărbații puteau purta tieptar sau buică iar iarna sumane și cioareci de lână.
În vreme caldă se umbla desculț. Iarna sau la ocazii se foloseau opincile sau cizmele, roșii pentru femei și negre la bărbați.
Dintre accesorii se disting șiragurile de mărgele și muruna la femei și chimirul și straița (traista) la bărbați. Muruna era la mijlocul secolului trecut purtată îndeosebi de fetele dansatoare din sat și din neam mare. "Te făceai de rușine dacă purtai murună și nu te chema nimeni la dans." 

## Hărți vechi

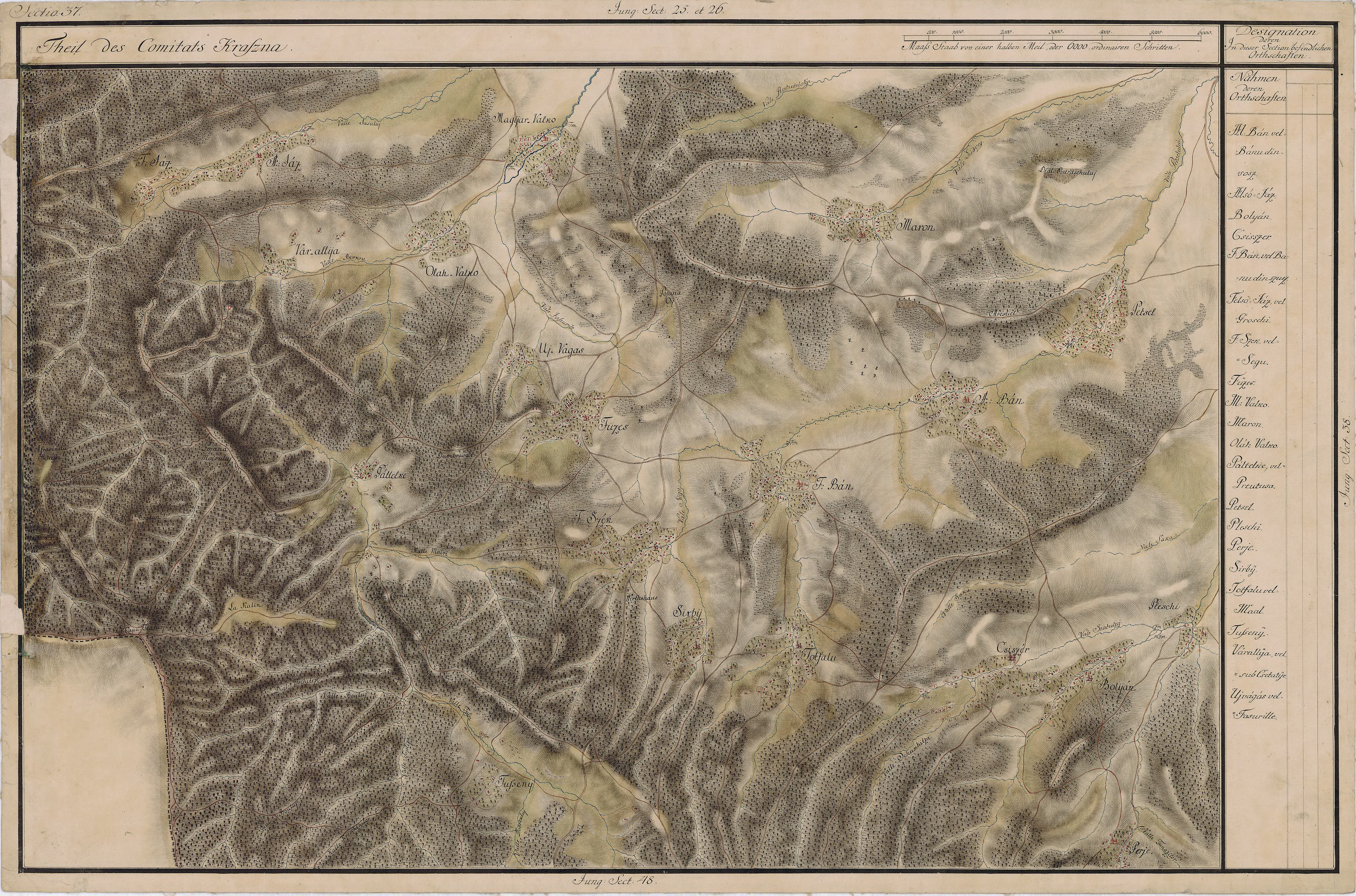
Cizer în Harta Iosefină a Transilvaniei, 1769-1773
Harta satelor de sub Meseș la 1883

## Imagini de arhivă

țâzărance lângă fântâna de la primărie, 1935
o familie de țâzărani in fața casei, anii 1950
nevastă tânără cu prunc în brațe, 1940
meșter rotar din Susani, în suman, 1940-44
fată în costum înflorat. Începutul anilor 1960
pionerii clasei a 2-a la școala din Cizer. 1958
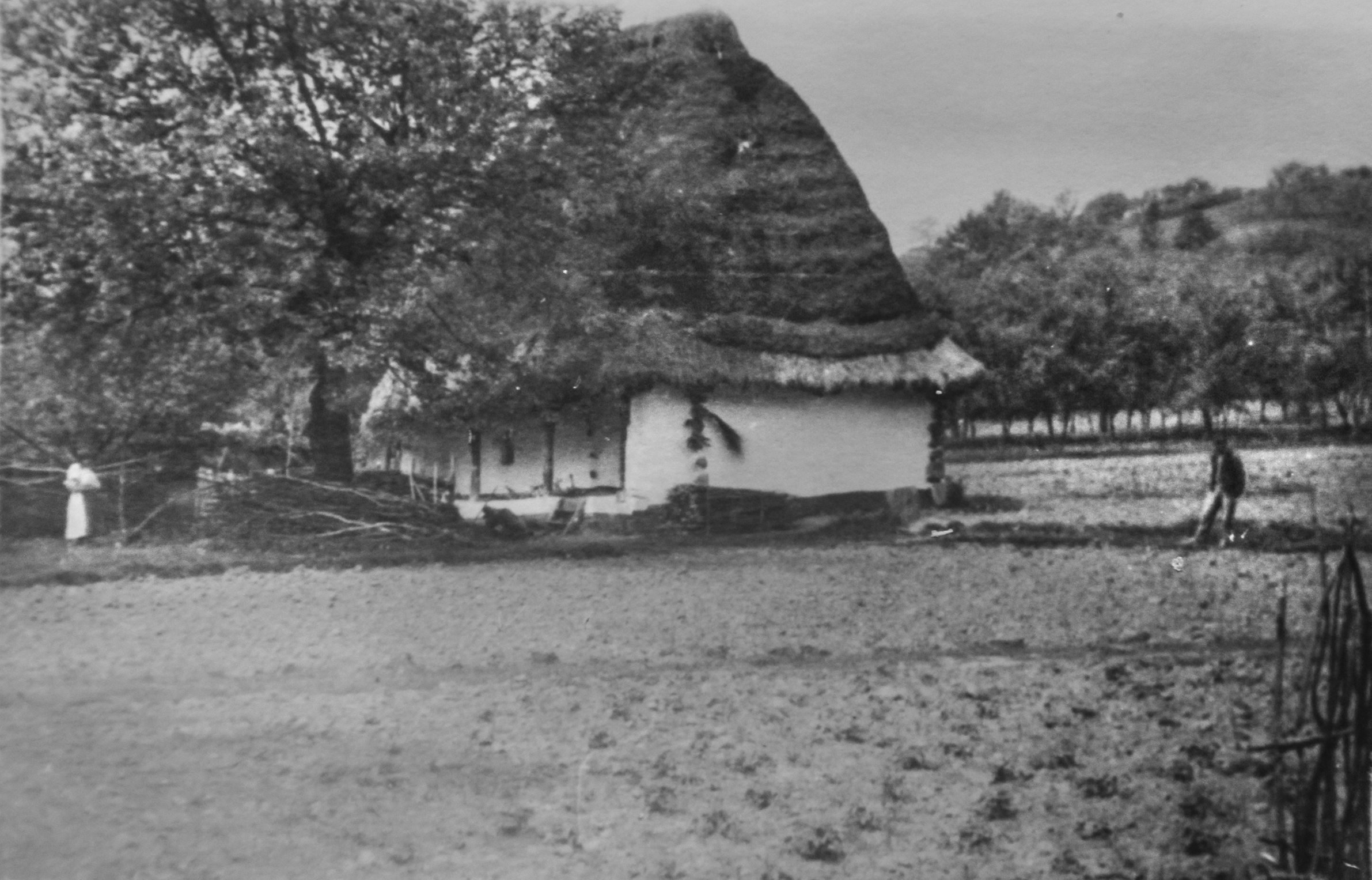
casa Lupuț Ioan a Gyurchii, 1963
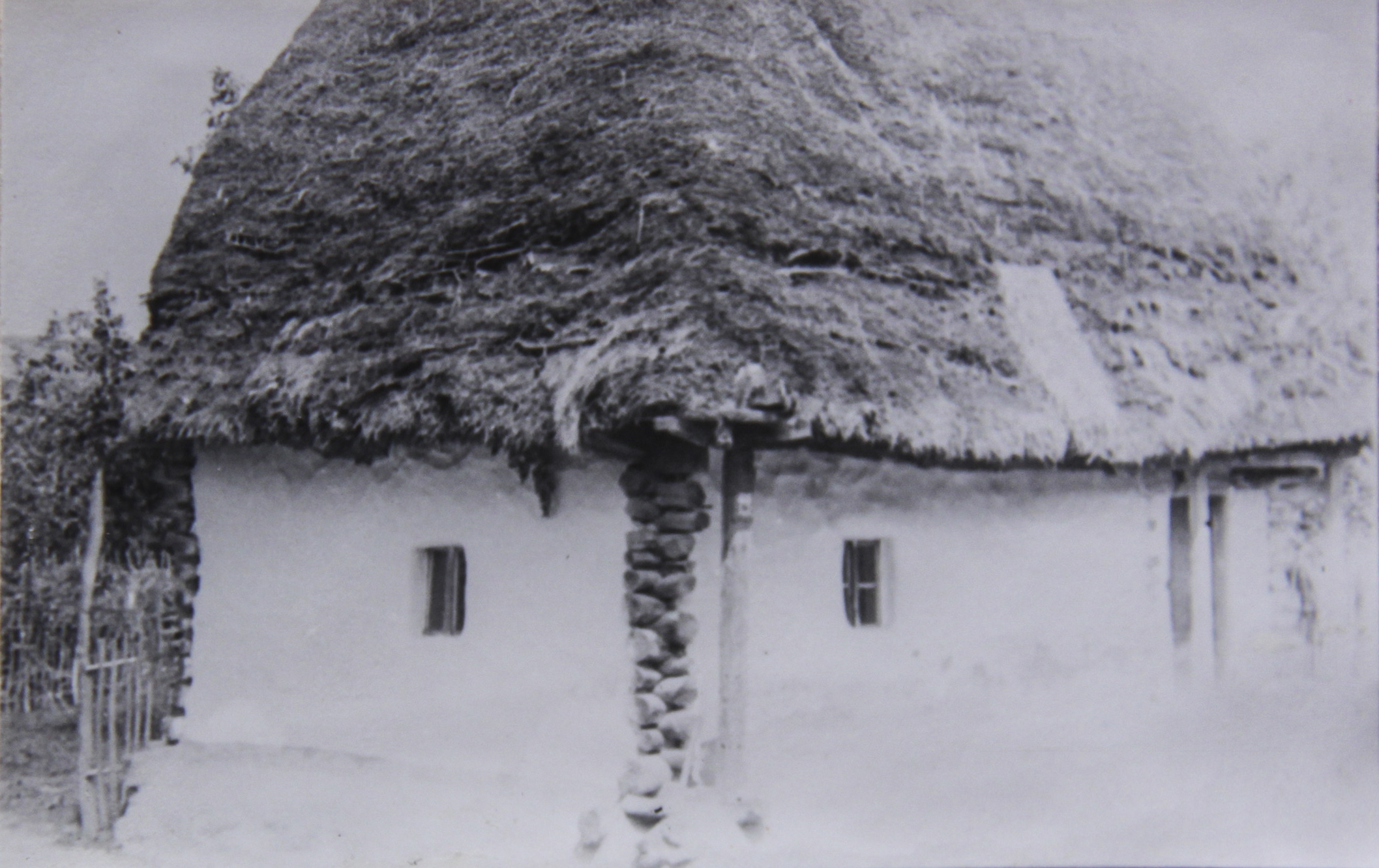
casa lui Onisie Flore, 1963
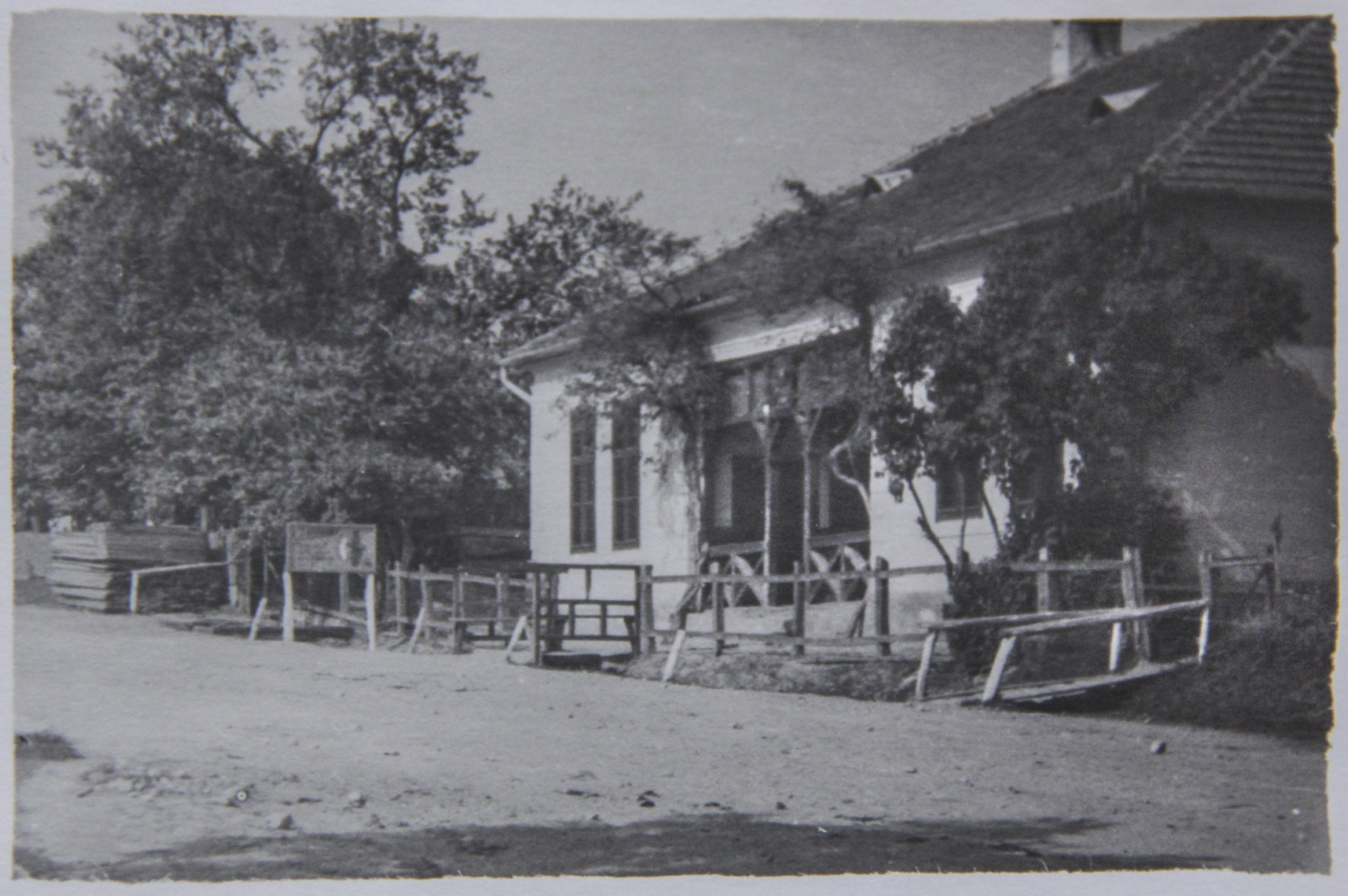
primăria ridicată la sfârșitul secolului 19, 1963
casa muzeu din Cizer, secolul 18, 1988
anexă de lemn din Cizer, Susani, 1988

## Imagini de azi

În costum de țâzărancă făcut în casă în anii 1950, 2005
În costum de sărbătoare, susani, 2008
În priloage, josanii sau centrul satului, 2007
Biserica de zid din 1946, 2007
Școala veche și capela greco-catolică, 2007
Tractor înmatriculat în Cizer, 2008
Casa muzeu, secolul 18, în ruinare, 2007
Cruce de lemn din cimitir, cca 1953, 2007
Crucea învățătorului Nechita și a poetei Veronica Liscan, 2007
Pe valea de Cizer, punte peste apă în josani, 2007
Întoarcerea caprelor de la pășune, seara, 2007
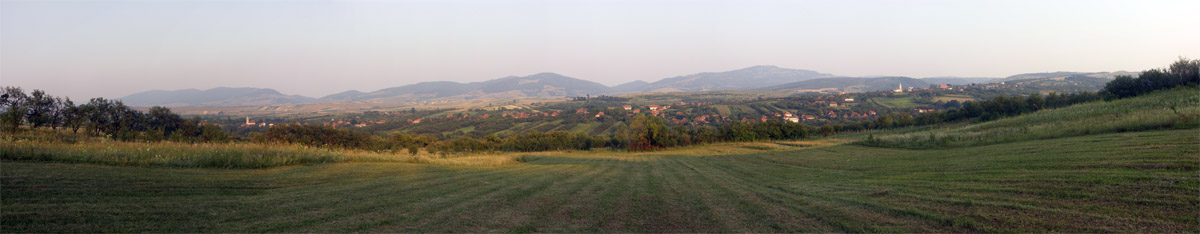
Satul Cizer și Boian, sub culmile înalte ale Meseșului, 2007
Râpa Țulii, 2008
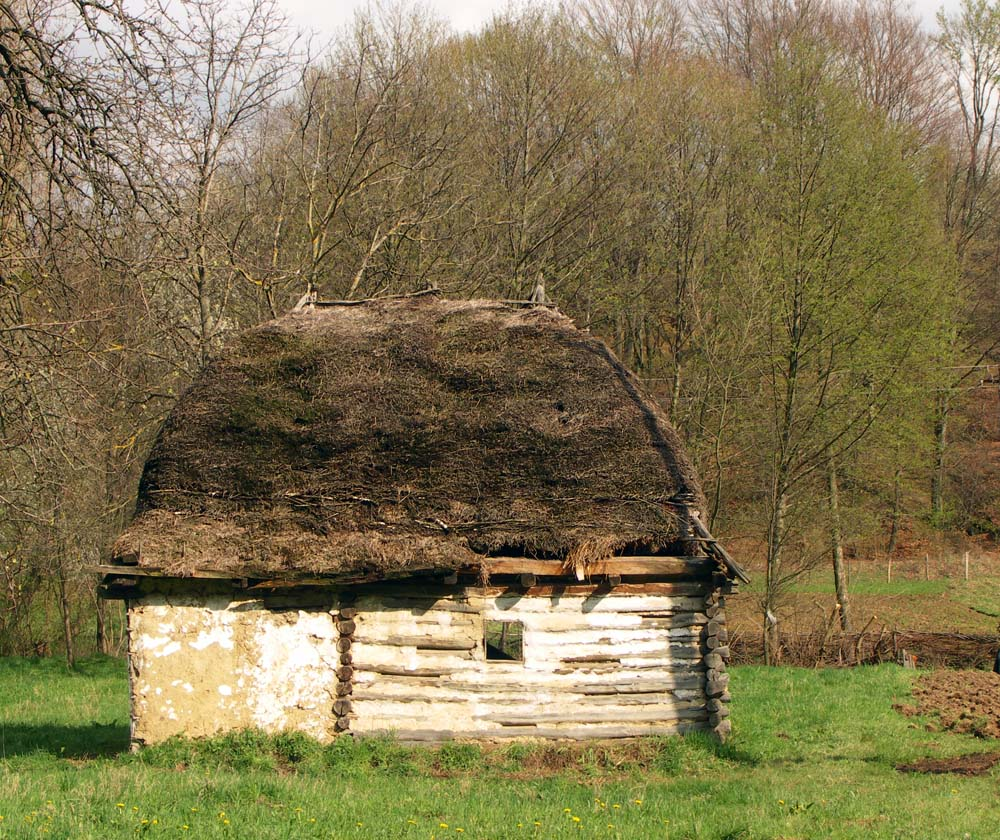
Colibă de fânaț din dealul Hașcului, 2008
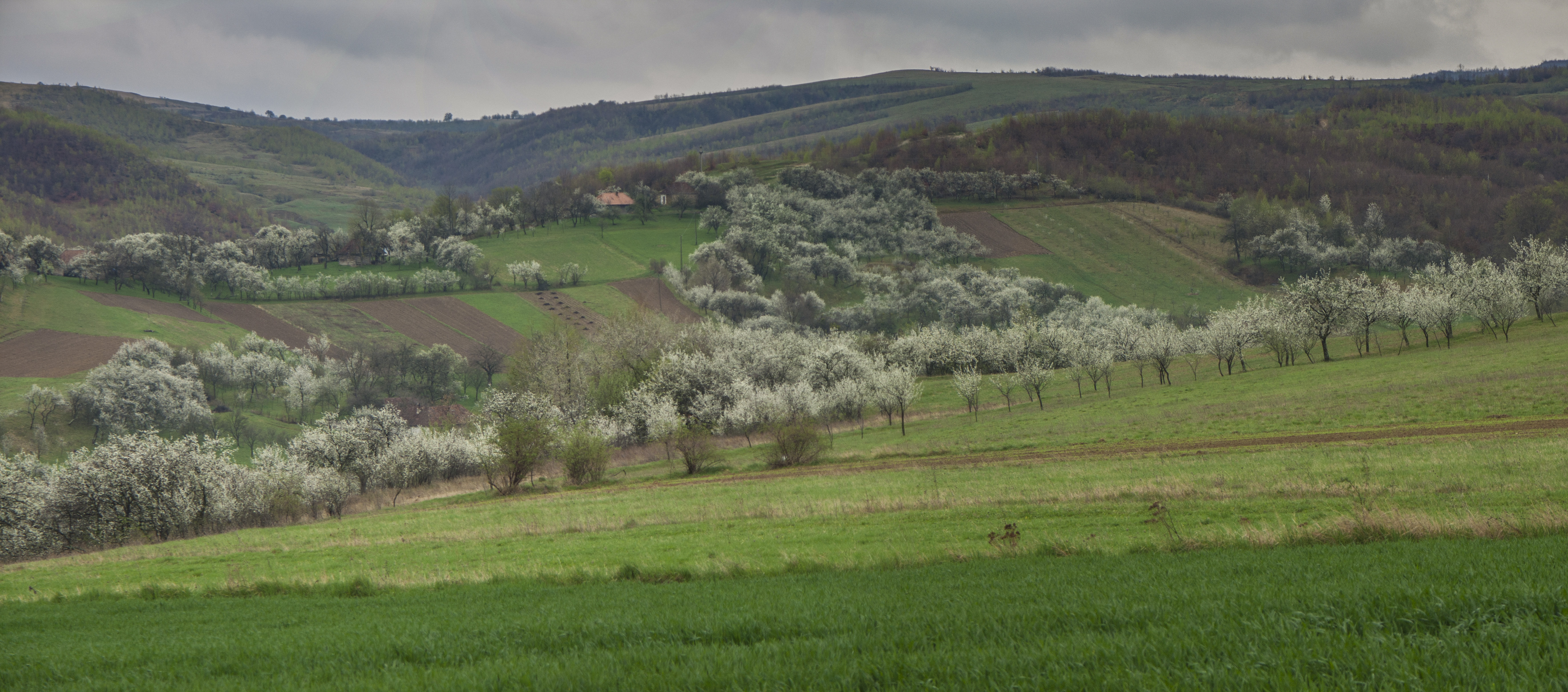
Valea Cizerului în susani, 2008